# 648 (szám)
A 648 (római számmal: DCXLVIII) egy természetes szám.

## A szám a matematikában
A tízes számrendszerbeli 648-as a kettes számrendszerben 1010001000, a nyolcas számrendszerben 1210, a tizenhatos számrendszerben 288 alakban írható fel.
A 648 páros szám, összetett szám, kanonikus alakban a 23 · 34 szorzattal, normálalakban a 6,48 · 102 szorzattal írható fel. Húsz osztója van a természetes számok halmazán, ezek növekvő sorrendben: 1, 2, 3, 4, 6, 8, 9, 12, 18, 24, 27, 36, 54, 72, 81, 108, 162, 216, 324 és a 648. Harshad-szám.
Négyzetteljes szám, de nem teljes hatvány, ezért Achilles-szám.
3-sima szám.